# Lenkersheim

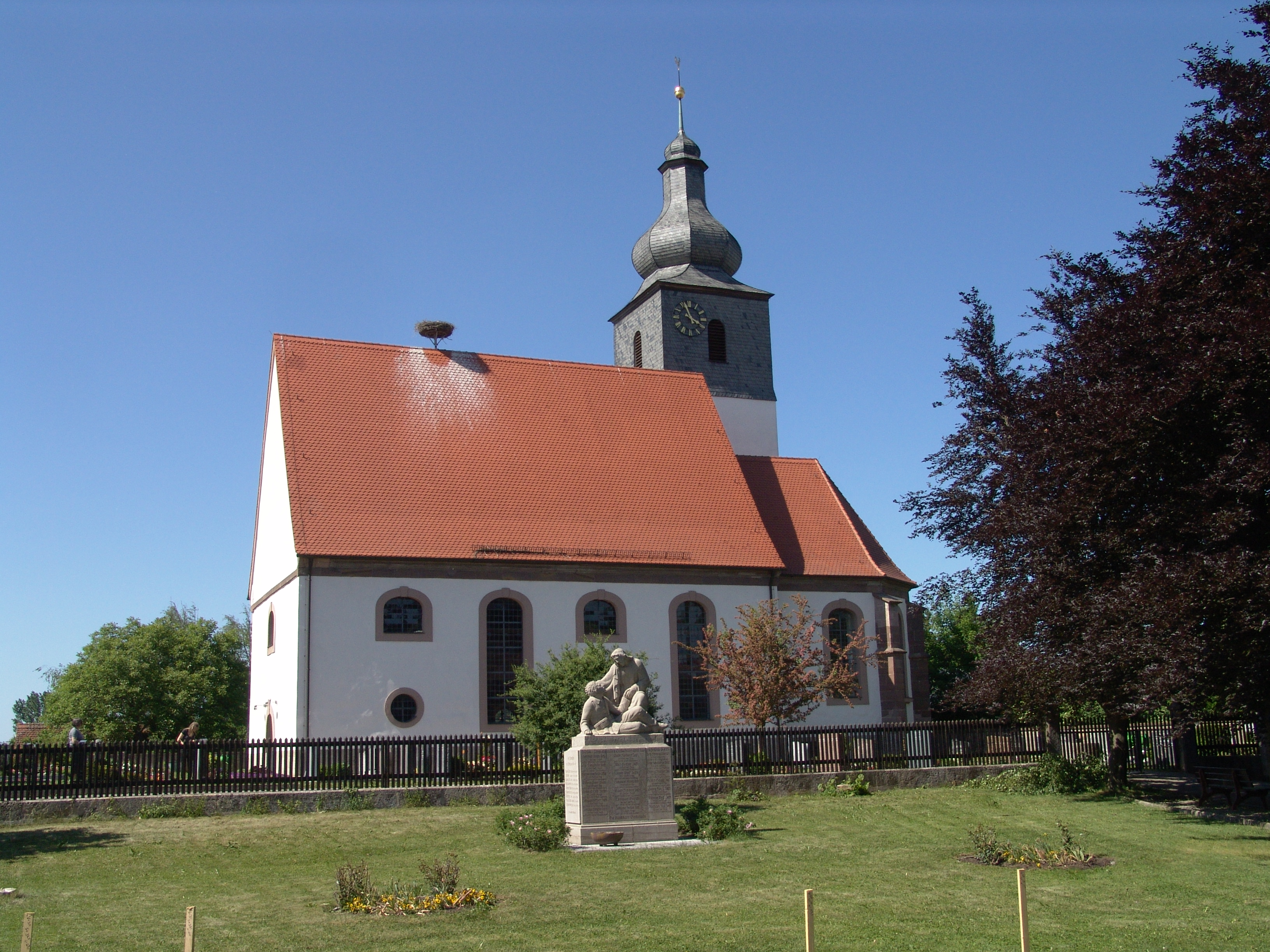
Kirche zur Heiligen Dreifaltigkeit

Lenkersheim (fränkisch: Längascha) ist ein Gemeindeteil der Stadt Bad Windsheim, Landkreis Neustadt an der Aisch-Bad Windsheim (Mittelfranken, Bayern). Die Gemarkung Lenkersheim hat eine Fläche von 10,845 km². Sie ist in 872 Flurstücke aufgeteilt, die eine durchschnittliche Fläche von 12437,21 m² haben.

## Geographie
Das Pfarrdorf und ehemaliger Marktort liegt in der Windsheimer Bucht am südlichen Aischufer. Im Osten befindet sich das Marterbücklein und der Rohrbuck, im Nordwesten jenseits der Aisch das Galgenfeld. Etwa einen Kilometer südwestlich liegt der Weinberg, einen Kilometer südlich die Kronach. Die Bundesstraße 470 führt nach Illesheim (6,5 km südwestlich) bzw. nach Oberndorf (2 km nordöstlich). Die Staatsstraße 2252 führt nach Mailheim (2,4 km östlich).

## Geschichte
Gegründet wurde der Ort wahrscheinlich während der ersten Siedlungswelle der Fränkischen Landnahme. Im Jahr 1200 wurde der Ort als „Lenggirsheim“ erstmals urkundlich erwähnt. Das Bestimmungswort des Ortsnamens ist der Personenname Lankier, der als Gründer der Siedlung angesehen werden kann. Laut der Urkunde erhielt Lenkersheim vom römisch-deutschen Stauferkönig Philipp das Königsprivileg, womit er die Freibauern des Ortes seinem Schutz unterstellte. Das geschah wohl in der Absicht, dadurch eine ihm gegenüber loyal gesinnte Königsstadt im Grenzgebiet zum feindlichen Bistum Würzburg zu etablieren. Die Stadtgründung hatte jedoch keinen dauerhaften Bestand und Lenkersheim wurde zu einem Beispiel einer „verhinderten“ fränkischen Reichsstadt.
1249 wurde in einer päpstlichen Schutzbulle bestätigt, dass das Kloster Heilsbronn u. a. in Lenkersheim begütert ist. 1282 gelangte der Ort dann als Reichslehen in den Besitz der Hohenzollern und wurde damit zu einem Teil der Burggrafschaft Nürnberg, die es vom Vicedomsitz Neustadt aus verwalteten. 1313 verkaufte Abt Heinrich von Hirschlach die Gefälle von vier Höfen in Lenkersheim an den Burggrafen Friedrich IV. von Nürnberg für 130 Pfund Heller. In dem von ungefähr 1361 bis 1364 verfassten ältesten Urbar des südwestlichen Teilgebietes der Burggrafschaft wurde das Amt Lenkersheim ausdrücklich als einer von 19 Verwaltungsbezirken benannt, die dieses Territorium umfasste. 1381 wurde die Burg Lenkersheim durch Truppen der Reichsstadt Windsheim wegen Raubrittertums zerstört, als sich das Volk gegen den Adel auflehnte. Nach der 1486 erfolgten Aufteilung der Burggrafschaft Nürnberg gehörte Lenkersheim zum Unterland des späteren Fürstentums Bayreuth und teilte danach das weitere Schicksal dieses Territoriums.
Während des Dreißigjährigen Krieges wurde Lenkersheim 1634 in Brand gesetzt.
Gegen Ende des 18. Jahrhunderts gab es in Lenkersheim 69 Anwesen. Das Hochgericht übte das brandenburg-bayreuthische Vogtamt Lenkersheim aus. Die Dorf- und Gemeindeherrschaft hatte das Kastenamt Ipsheim. Grundherren waren das Kastenamt Ipsheim (56 Anwesen: Amtshaus, 2 Kirchen, Pfarrhaus, Schulhaus, 7 Höfe, 31 Güter, 3 Gütlein, 11 Häuser, 3 Häuslein, Synagoge, 1 Mühle), die Reichsstadt Windsheim (4 Häuser), das Castell’sche Amt Rüdenhausen (3 Güter), das Rittergut Obernzenn-Gutend (1 Gut), das Rittergut Neudorf (1 Zehntstadel), die Pfarrei Obernzenn (1 Gut) und die Pfarrei Lenkersheim (1 Wirtshaus, 1 Haus).
Von 1797 bis 1810 unterstand der Ort dem Justizamt Külsheim und Kammeramt Ipsheim. Im Jahr 1810 kam Lenkersheim an das noch junge Königreich Bayern. Im Rahmen des Gemeindeedikts wurde 1811 der Steuerdistrikt Lenkersheim  und 1817 die Ruralgemeinde Lenkersheim gebildet. Sie war in Verwaltung und Gerichtsbarkeit dem Landgericht Windsheim zugeordnet und in der Finanzverwaltung dem Rentamt Ipsheim. Ab 1862 gehörte Lenkersheim zum Bezirksamt Uffenheim (1939 in Landkreis Uffenheim umbenannt) und ab 1856 zum Rentamt Windsheim (1919 in Finanzamt Windsheim umbenannt, seit 1972 Finanzamt Uffenheim). Die Gerichtsbarkeit blieb beim Landgericht Windsheim (1879 in Amtsgericht Windsheim umbenannt), seit 1973 ist das Amtsgericht Neustadt an der Aisch zuständig. Die Gemeinde hatte 1961 eine Gebietsfläche von 10,882 km².
Im Zuge der Gebietsreform in Bayern wurde Lenkersheim am 1. Juli 1977 nach Bad Windsheim eingemeindet.

### Baudenkmäler
In Lenkersheim gibt es 18 Baudenkmäler:
- Dreifaltigkeitskirche, evang.-luth. Pfarrkirche
- Markgrafenplatz 13: Gasthaus zum Roten Roß
- Markgrafenstr. 13: Gasthaus zum Goldenen Hirschen
- Markgrafenstr. 24: Gasthaus zum Grünen Baum
- diverse Wohngebäude mit Nebengebäuden

### Bodendenkmäler
In der Gemarkung Lenkersheim gibt es 22 Bodendenkmäler.

### Einwohnerentwicklung
| Jahr      | 1818   | 1840   | 1852   | 1855   | 1861   | 1867   | 1871   | 1875   | 1880   | 1885   | 1890   | 1895   | 1900   | 1905   | 1910   | 1919   | 1925   | 1933   | 1939   | 1946   | 1950   | 1952   | 1961   | 1970   | 1987   | 2011 | 2014  |
| Einwohner | 579    | 633    | 622    | 588    | 594    | 596    | 583    | 560    | 571    | 549    | 535    | 509    | 498    | 472    | 478    | 445    | 468    | 469    | 422    | 754    | 678    | 611    | 497    | 492    | 451    | 402  | 411   |
| Häuser    | 94     | 112    |        |        |        |        | 112    |        |        | 109    | 110    |        | 108    |        |        |        | 106    |        |        |        | 101    |        | 102    |        | 120    |      |       |
| Quelle    | [ 29 ] | [ 30 ] | [ 31 ] | [ 31 ] | [ 32 ] | [ 33 ] | [ 34 ] | [ 35 ] | [ 36 ] | [ 37 ] | [ 38 ] | [ 31 ] | [ 39 ] | [ 31 ] | [ 40 ] | [ 31 ] | [ 41 ] | [ 31 ] | [ 31 ] | [ 31 ] | [ 42 ] | [ 31 ] | [ 24 ] | [ 43 ] | [ 44 ] |      | [ 2 ] |

## Religion
Der Ort ist Sitz der Pfarrei Zur Heiligen Dreifaltigkeit und ist seit der Reformation evangelisch-lutherisch geprägt. Die Katholiken sind nach St. Bonifaz (Bad Windsheim) gepfarrt.

## Persönlichkeiten
- Johann Nicolaus Esper (* 17. Dezember 1670 in Lenkersheim; † 12. März 1717 in Windsheim), Pfarrer in Lenkersheim und Schriftsteller